# Lake Hallie (Wisconsin)
Lake Hallie es una villa ubicada en el condado de Chippewa en el estado estadounidense de Wisconsin. En el Censo de 2010 tenía una población de 6.448 habitantes y una densidad poblacional de 170,86 personas por km².

## Geografía
Lake Hallie se encuentra ubicada en las coordenadas 44°53′30″N 91°25′13″O / 44.89167, -91.42028. Según la Oficina del Censo de los Estados Unidos, Lake Hallie tiene una superficie total de 37.74 km², de la cual 36.5 km² corresponden a tierra firme y (3.27%) 1.24 km² es agua.

## Demografía
Según el censo de 2010, había 6.448 personas residiendo en Lake Hallie. La densidad de población era de 170,86 hab./km². De los 6.448 habitantes, Lake Hallie estaba compuesto por el 94.34% blancos, el 0.64% eran afroamericanos, el 0.56% eran amerindios, el 2.4% eran asiáticos, el 0% eran isleños del Pacífico, el 0.54% eran de otras razas y el 1.52% pertenecían a dos o más razas. Del total de la población el 1.71% eran hispanos o latinos de cualquier raza.